# Краков-Кшемёнки
Краков-Кшемёнки (пол. Kraków Krzemionki) — бывшая пассажирская железнодорожная станция (остановочный пункт) в городе Краков (район Подгуже) в Малопольском воеводстве Польши. Имела 2 платформы и 2 пути.
В 2017 году была ликвидирована как самостоятельная единица и вошла в состав станции (остановочного пункта) Краков-Подгуже как платформа № 2 на Линии № 94.

## История

### От открытия до первой ликвидации
Станция была открыта в 1885 году в ходе строительства линии Краков-Плашув — Освенцим (нынешняя Линия №94).
Изначально станция получила немецкое название Подгуже-Штадт (нем. Podgórze Stadt), поскольку Краков до 1918 года входил в состав Австро-Венгрии. Название станции было дано по месту её расположения в Подгуже — на тот момент самостоятельного города, который лишь в 1914 году вошёл в состав Кракова в качестве района.
Здание вокзала было построено в 1899 году. Возведено оно, как и ряд других вокзальных зданий на линии Краков-Плашув — Освенцим, в соответствии с типовым проектом, реализованным ранее на Галицкой Трансверсальной железной дороге. Здания строились в стиле неоренессанс, они были двухэтажными, центральный объём, увенчанный фронтоном с двухскатной крышей, обрамлялся двумя симметричными ризалитами, углы украшались рустикой, межэтажные карнизы и обрамление окон подчеркивалось белым цветом. Расположенные на первом этаже зал ожидания в центральном объёме здания, почтовое отделение и кассы в боковых ризалитах соединялись сквозным коридором, на втором этаже размещались служебные помещения служащих станции.
Вокзал станции Подгуже-Штадт был несколько меньше по размеру большинства станций Трансверсальной дороги и линии Краков-Плашув — Освенцим. Деревянное, оштукатуренное здание вокзала с двухскатной крышей находилось к востоку от станционных путей. К вокзальному зданию примыкала боковая низкая платформа.
Во время Первой мировой войны император Австро-Венгрии Франц Иосиф I и кайзер Германской империи Вильгельм II встретились в здании вокзала станции, чтобы обсудить совместную военную стратегию.
После обретения Польшей независимости в 1918 году станция получила польское название, аналогичное предыдущему немецкому — Подгуже-Място (пол. Podgórze Miasto). А с 1924 года, поскольку Подгуже стал районом Кракова, станция стала называться Краков-Подгуже (пол. Kraków Podgórze).
В 1925 году была построена соединительная линия Краков-Прокоцим-Товарный — Краков-Бонарка (ныне это Линия №603), которая прошла перед вокзалом параллельно Линии № 94. На новой линии была построена низкая платформа, под путями обеих линий был построен подземный переход.
С 1939 года, после оккупации Польши нацистской Германией, станция стала именоваться в соответствии с немецким произношением её названия — Кракау-Подгорце (нем. Krakau Podgorze).
В 1945 году, после освобождения Польши от нацистской оккупации и восстановления польского государства, станции было возвращено довоенное название Краков-Подгуже.
В 1959—1960 годах Линия № 94 и Линия № 603 в районе станции подверглись реконструкции. Обе линии стали двухпутными. В целях спрямления кривой пути были переложены с западной стороны вокзала, в результате чего здание вокзала стало находиться в отдалении от станционных путей, к тому же под углом к ним.
Вследствие этого остановочный пункт Краков-Подгуже в 1960 году был ликвидирован, низкая пассажирская платформа была разобрана, подземный переход под путями был засыпан, а здание вокзала было переоборудовано в жилой дом.

### Повторное открытие, переименование и окончательная ликвидация

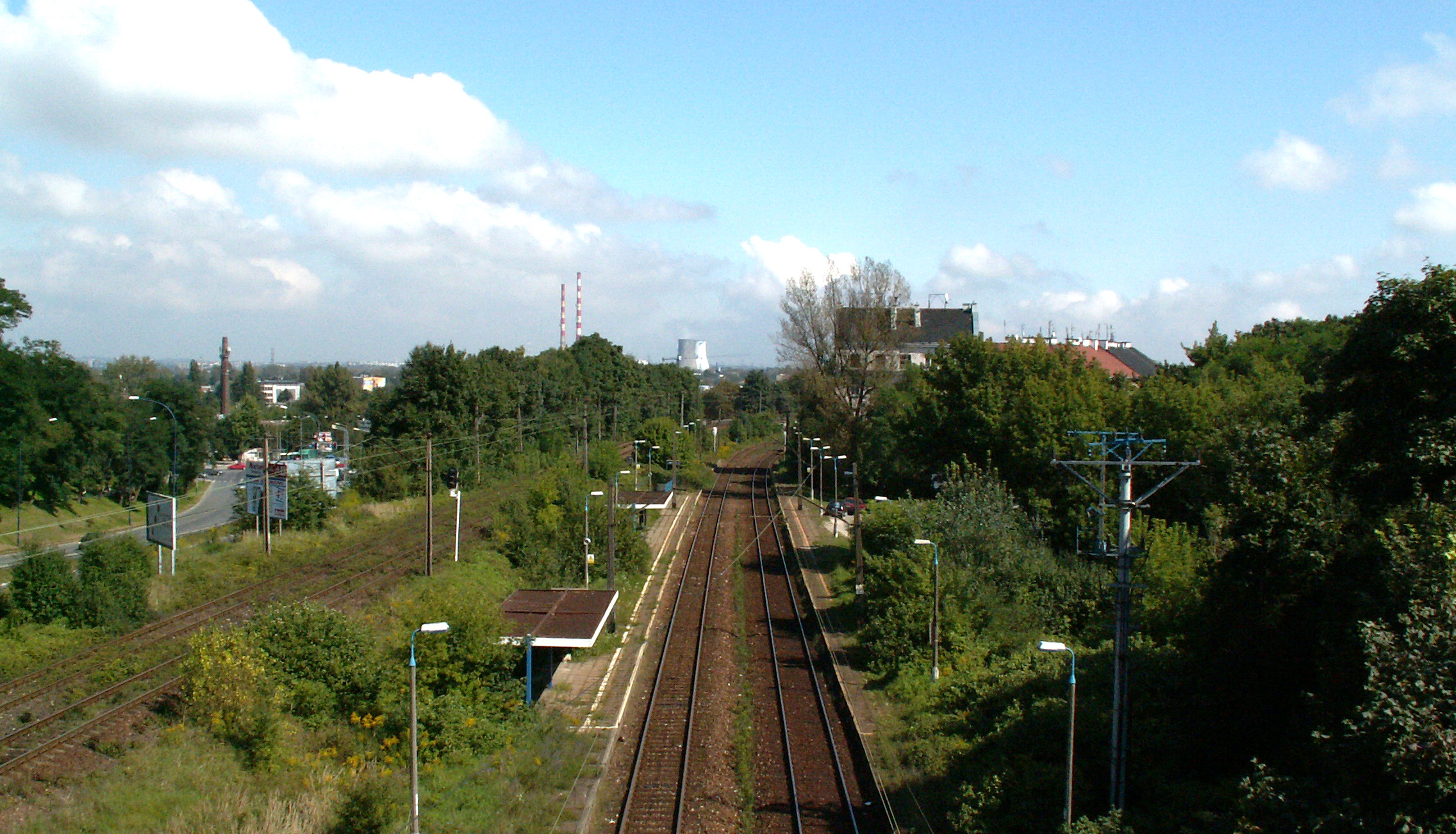
Остановочный пункт Краков-Кшемёнки до реконструкции (2016 год)

В 1981 году остановочный пункт Краков-Подгуже возобновил свою работу. Были построены две низкие платформы и восстановлен подземный переход под путями. Восстановленный остановочный пункт получил новое название Краков-Кшемёнки, по расположенному рядом природному объекту — холмистой системе Краковского плато Кшемёнки-Подгурские.
В 2015 году компания PKP приняла решение о строительстве соединительной Линии № 624 Краков-Заблоце — Краков-Бонарка, благодаря которой поезда от станции Краков-Главный могли бы ходить в юго-западном направлении, до станций Закопане, Освенцим и Скавина, без необходимости смены направления движения поезда и обгона локомотива, если это не моторвагонный состав, на станции Краков-Плашув.
16 сентября 2015 года PKP заключила контракт на сумму 258 миллионов злотых с компаниями Budimex и Ferrovial Agroman на строительство новой линии, который включал в себя и реконструкцию остановочного пункта Краков-Кшемёнки.
В связи со строительством новой Линии № 624 остановочный пункт Краков-Кшемёнки был временно закрыт с 13 марта 2016 года.
Остановочный пункт возобновил свою работу 24 июня того же года. Низкие платформы были снесены, вместо них на Линии № 94 построена одна высокая боковая платформа. Пешеходный подземный переход был также реконструирован и получил выход на новую островную платформу № 1 Линии 624, открытую 9 декабря 2017 года.
Именно 9 декабря 2017 года остановочный пункт Краков-Кшемёнки был окончательно ликвидирован, став частью нового остановочного пункта Краков-Подгуже, открытого на новой Линии № 624. Высокая боковая платформа Линии № 94 стала называться платформой № 2 станции Краков-Подгуже.
В 2017 году — последнем году своего «самостоятельного» существования — остановочный пункт Краков-Кшемёнки, ставший к концу года платформой № 2 станции Краков-Подгуже, обслуживал от 20 до 49 пассажиров в день.

## Галерея

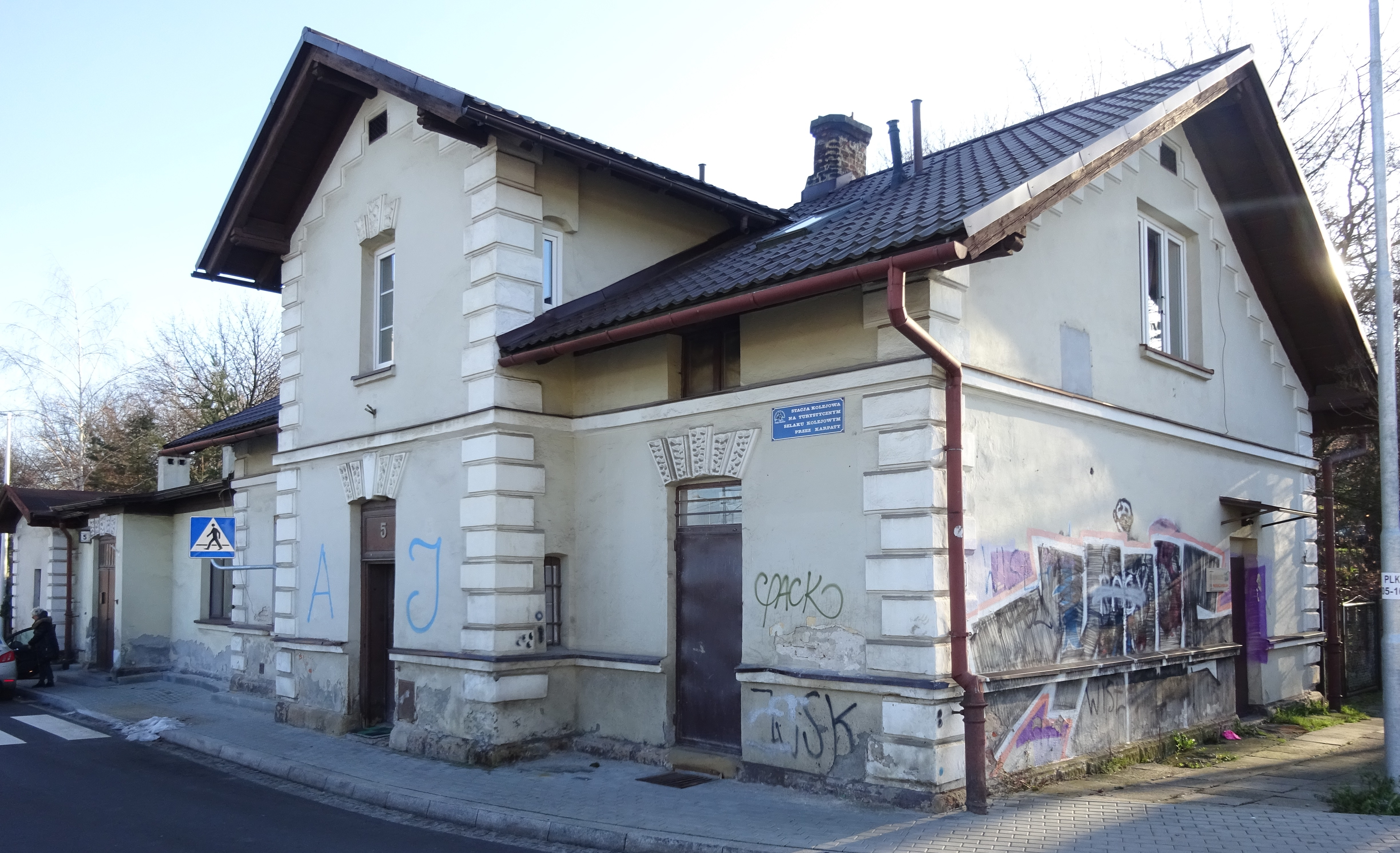
Старое здание вокзала о.п. Краков-Кшемёнки: состояние на декабрь 2017 года
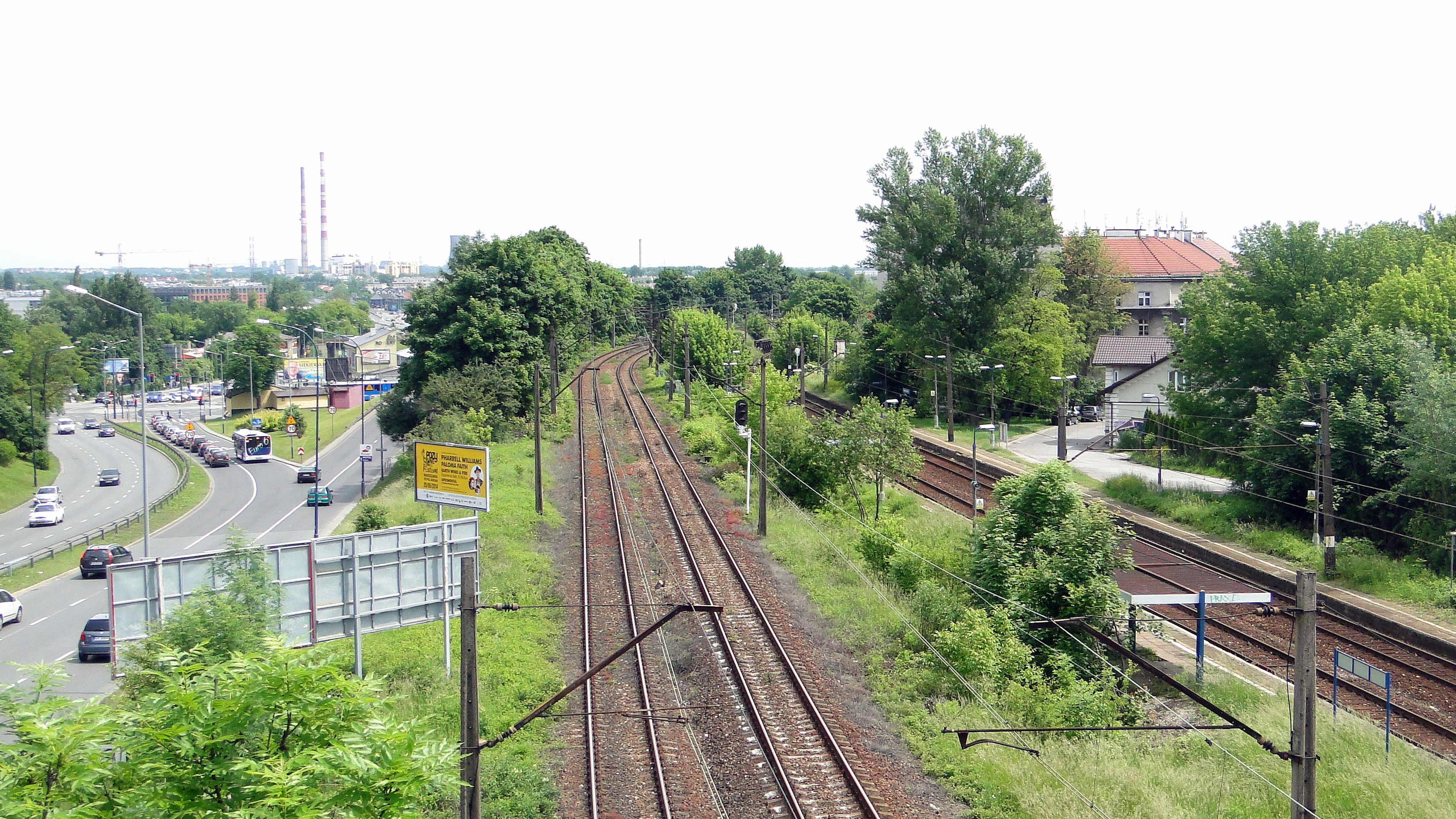
Остановочный пункт Краков-Кшемёнки (справа) в 2016 году до реконструкции. Справа неподалёку от путей видно старое здание вокзала
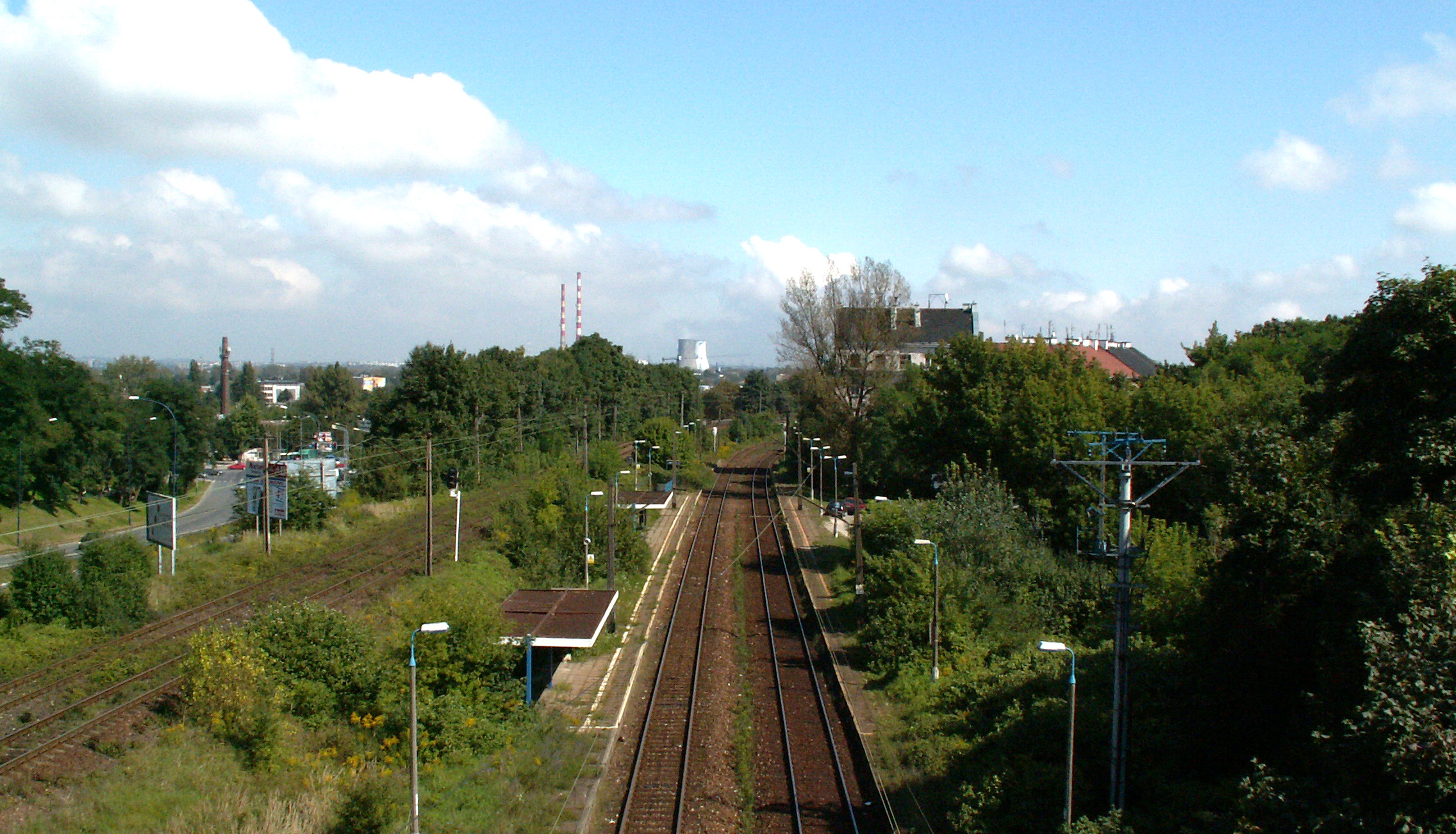
Остановочный пункт Краков-Кшемёнки в 2016 году до реконструкции. Вид с путепровода над аллеей Силезских повстанцев
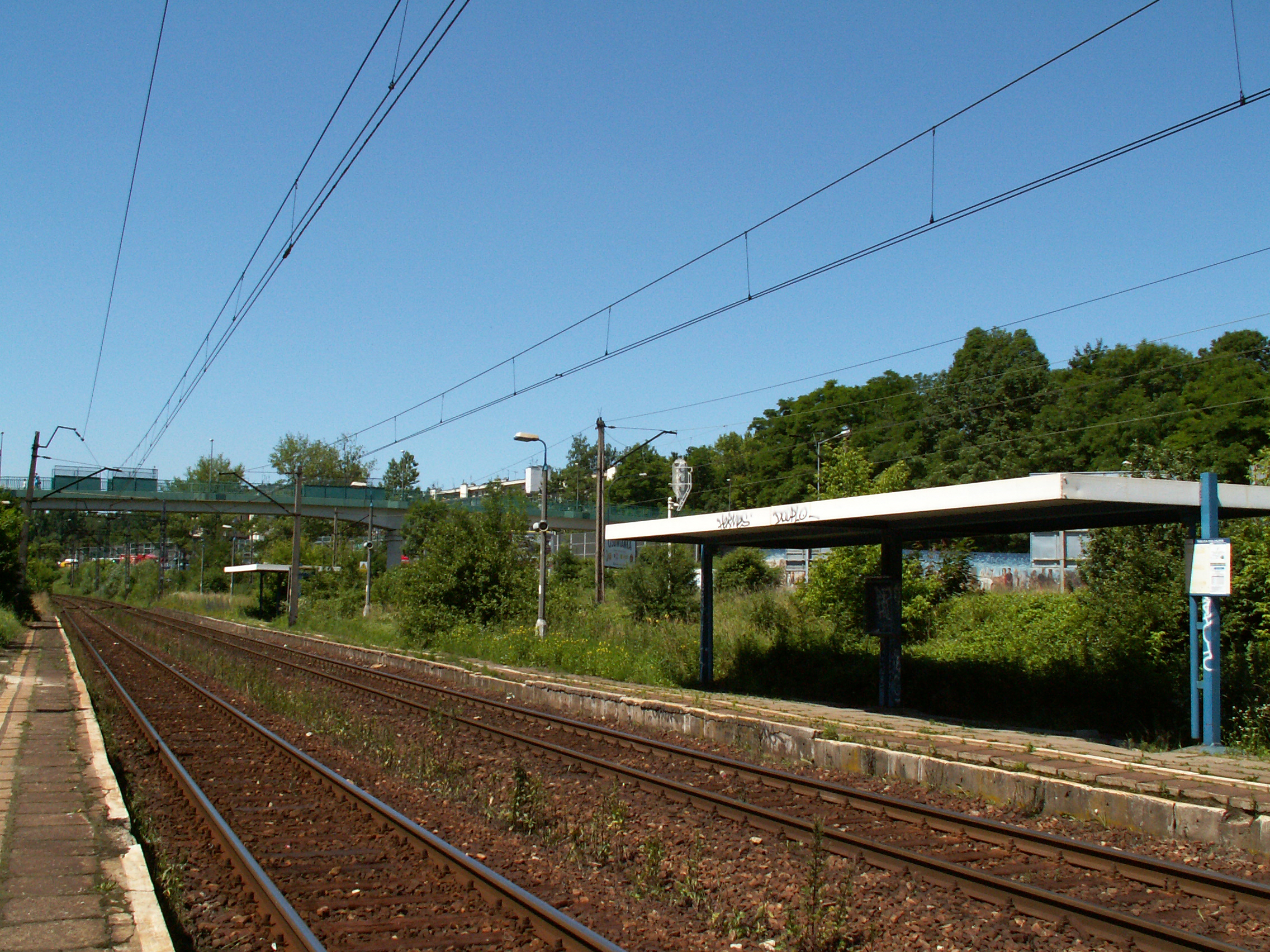
О.п. Краков-Кшемёнки в 2016 году до реконструкции. Вид в сторону путепровода над аллеей Силезских повстанцев